# مايكل كاريك
مايكل أدريان كاريك (بالإنجليزية: Michael Carrick)‏ من مواليد 28 يوليو 1981 في ويلسيند في إنجلترا، هو مدرب كرة قدم إنجليزي ولاعب كرة قدم سابق، وهو المدرب المؤقت السابق لمانشستر يونايتد.
بدأ مسيرته الكروية مع نادي وست هام يونايتد في عام 1998، ولعب معهم حتى عام 2004، وشارك معهم في 136 مباراة وسجل 6 أهداف، وفي عام 1999 أعير إلى نادي سويندون تاون، ولعب معهم 6 مباريات وسجل هدفين، وفي عام 2000 أعير إلى نادي برمنغهام سيتي، ولعب معهم 5 مباريات، وفي عام 2004 انتقل إلى نادي توتنهام هوتسبر، ولعب معهم حتى عام 2006، وشارك معهم في 64 مباراة وسجل هدفين، ومنذ عام 2006 وهو يلعب مع نادي مانشستر يونايتد.

## مولده
مايكل كاريك (ولد في 28 يوليو 1981) هو لاعب كرة القدم إنجليزي يلعب لنادي مانشستر يونايتد كلاعب خط وسط. لعب سابقا لفريق وست هام يونايتد وتوتنهام هوتسبر في الآونة الأخيرة..

## بداياته
أول ارتباط له في كرة القدم عندما كان عمره خمس سنوات. لعب كرة القدم الخماسية، وكان والده يقوم بالعمل التطوعي في النادي.ارتبط كاريك بصوره أكبر بكرة القدم عندما كان في سن ال 12.

## مع مانشستر يونايتد
يوم 31 يوليو 2006، انتقل كاريك إلى مانشستر يونايتد. بعد ان عرض مانشستر على توتنهام عرضًا مبدئيًا بقيمة 10 ملايين جنيه إسترليني ولكنه رفض، وقدم مانشستر عرضًا جديدًا بقيمة 14 مليون جنيه استرليني وقوبل العرض بالرفض مرةً أخرى، وعندما ارتفع المبلغ إلى 18.6 مليون جنيه استرليني قبل توتنهام الصفقة. وهذا ما يجعل كاريك سادس أغلى لاعب حصل عليه مانشستر يونايتد في ذلك الوقت. واعطي كاريك الرقم 16 الرقم الذي كان يحمله القائد السابق الفذ روي كين.
وفي منتصف موسم 2017/2018 أعلن مايكل كاريك بأنه سيعتزل لعب كرة القدم مع نهاية الموسم بسبب عدم قدرة جسمه على الإستمرار باللعب.

## مسيرته الدولية
قدم كاريك أول مره في مايو 2005 خلال جولة في إنجلترا للولايات المتحدة، بعد أن لعب مباراتين بديلا في عام 2001. جعل زفن غوران إريكسون لاعبه مايكل كاريك ليكون خيارا جيدا في خط الوسط مع الآخرين مثل سكوت باركر وليدلي كينغ. يوم 8 مايو 2006، استدعى اريكسون كاريك في تشكيلة منتخب إنجلترا لنهائيات كأس العالم 2006. لعب كاريك في مباراة واحدة في كأس العالم، وهي مباراة الجولة الثانية امام الإكوادور، والتي فازت انكلترا 1-0.
لكن المباراة المقبلة ضد البرتغال، رئي أن هناك حاجة إلى اتباع نهج أكثر حذرا، وبالتالي لعب أوين هارغريفز الذي كان يلعب في مركز الظهير الأيمن في مباراة الإكوادور بدلا منه.
وعلى الرغم من مستواه مع مانشستر يونايتد، كاريك لا يزال مهمل من قبل مديري إنجلترا بسبب أمثال فرانك لامبارد وستيفن جيرارد وجو كول وغاريث باري حيث انهم الأولى. بدأ مباريات نادرا ما تحت سفين جوران اريكسون وستيف مكلارين خليفته. آخر ظهور له مع منتخب إنجلترا كانت هزيمة 2-1 على أرضه أمام ألمانيا في آب / أغسطس 2007، ومع ذلك كان اسمه في تشكيلة فابيو كابيلو عن المباراة ضد جمهورية التشيكية بيد انه اضطر إلى الانسحاب من تشكيلة الفريق بعد اصابته خلال مباراة مانشستر يونايتد مع نيوكاسل.
عاد كاريك إلى جانب إنجلترا يوم 19 نوفمبر 2008 في الفوز 2-1 وديا على ألمانيا في برلين. بدأ جنبا إلى جنب مع غاريث باري في وسط الملعب مع ستيفن جيرارد وفرانك لامبارد وأوين هارغريفز المصابين وكان اسمه من قبل العديد من المصادر الإعلامية، بما في ذلك صحيفة الغارديان كما أنه كان لاعب المباراة.

## مسيرته التدريبية
أعلن مانشستر يونايتد عن تعيين كاريك كمدرب مؤقت للفريق، يوم 21 نوفمبر 2021، بعد إقالة أوله غونار سولشار.

## روابط خارجية
- مايكل كاريك على موقع الاتحاد الدولي (مؤرشف)  (الإنجليزية)
- مايكل كاريك على موقع الاتحاد الأوربي (الإنجليزية)
- مايكل كاريك على موقع قاعدة بيانات كرة القدم.إي يو (الإنجليزية)
- مايكل كاريك على موقع بيانات كرة القدم. دي إي (الألمانية)
- مايكل كاريك على موقع ليكيب (الفرنسية)
- مايكل كاريك على موقع ناشيونال فوتبول تيمز (الإنجليزية)
- مايكل كاريك على موقع Soccerbase.com (لاعب) (الإنجليزية)
- مايكل كاريك على موقع Soccerway.com (الإنجليزية)
- مايكل كاريك على موقع عالم كرة القدم.نت (الإنجليزية)
- مايكل كاريك على موقع كووورة